# XIII : La Conspiration
Pour les articles homonymes, voir XIII.
XIII : La Conspiration est une minisérie franco-canadienne, adaptée de la bande dessinée éponyme, diffusée en France à partir du 6 octobre 2008 sur Canal+ en VM, puis aux États-Unis à partir du 8 février 2009 sur NBC. Elle est diffusée en France, le 24 avril 2013 sur M6. Elle constitue le prologue de XIII : La Série, tournée trois ans plus tard.

## Synopsis

### Le jour du soleil noir
Le 11 novembre, la présidente des États-Unis est abattue par un tireur d'élite. Quelques jours plus tard, un couple de retraités recueillent un parachutiste blessé de deux balles, une sur l'épaule et une à la tempe, il est amnésique et porte le numéro XIII sur sa clavicule gauche. On retrouve également une minuscule carte mémoire dans sa montre. La Mangouste, un tueur à gages, découvre sa retraite et abat le couple de retraités. XIII s'enfuit et trouve une photo de lui avec une jeune femme devant un chalet.
Grâce à une adresse derrière la photo, XIII arrive à New York pour trouver l'adresse de cette jeune femme. La gérante de la boutique, Sam, lui fournit l'adresse d'un appartement, dans lequel deux tueurs tentent de l'éliminer.
Le Colonel Samuel Amos, chargé de l'enquête de l'assassinat de la présidente, parvient à numériser une photo floue du tueur et il est identifié comme XIII.
Dans l'appartement, XIII trouve plusieurs indices : un sac avec des millions de dollars, la même photo qui a servi aux tueurs de la Mangouste à identifier XIII avec écrit au dos : « Là où va l'indien... » et découvre son nom : Steve Rowland. Mais la Mangouste réussit à le capturer.
XIII va découvrir que la Mangouste a un numéro sur sa clavicule gauche : XII. Ce dernier tente de l'interroger, mais encore une fois XIII lui échappe.
Sam est arrêtée par le Colonel Amos qui tente de lui faire dire où se trouve XIII sous peine d'emprisonnement à vie, et avoue finalement. À cet instant, XIII retrouve la jeune femme : Kim Rowland. Elle est avec son père, le Général Benjamin Carrington, Sous-Directeur de la NSA et Chef suprême de l'État-Major Interarmées, ainsi que le Major Jones, et tous trois lui révèlent qu'il est en réalité un agent infiltré dans les rangs de la Conspiration des XX pour la faire tomber... au moment même où la Mangouste abat Kim. Juste après, le Colonel Amos débarque avec une importante force de police et met aux arrêts XIII, qui se voit intimer l'ordre de maintenir sa couverture et de continuer sa mission afin que Kim ne soit pas morte pour rien.

### Toutes les larmes de l'enfer
XIII est arrêté par Amos et ce dernier lui fait subir un interrogatoire musclé. XIII s'évade à nouveau, rejoint le Major Jones et le Général Carrington, et découvre que son véritable nom est Ross Tanner et retrouve ses effets personnels.
XIII est chargé d'interroger le Colonel Mac Call, le numéro XI, sur un coup d'État mené par les conspirateurs qui sont identifiés par un numéro, du numéro XX au numéro I, ce dernier étant à la tête de cette conspiration. XIII retrouve Mac Call sur une base anciennement désaffectée et l'interroge, mais le Colonel se suicide avant de livrer le moindre renseignement. En fouillant les documents, XIII découvre que la Conspiration des XX projette un attentat nucléaire à la mairie d'une ville du Maryland le jour du scrutin pour semer la terreur et permettre l'instauration d'un régime fasciste.
XIII espionne une réunion secrète des conspirateurs, parmi eux Calvin Wax, le chef de cabinet du Président Galbrain, qui exécute un des participants pour avoir exprimé des inquiétudes à la suite des agissements précédents de XIII. Au cours de cette réunion, XIII tue la Mangouste. Entretemps, le Général Carrington est arrêté pour haute trahison par Calvin Wax, qui a repris l'enquête après l'évasion de XIII, et le major Jones est suspendu de ses fonctions. Amos découvre par le Général Carrington que Ross Tanner n'est pas l'assassin de la présidente mais que c'est Steve Rowland, ce qui l'incite à aider Ross Tanner et le Major Jones a empêcher l'attentat, qui aura lieu à Bethesda.
Pendant que Amos suit Calvin Wax, Ross Tanner suit Numéro XX, qui est chargée de l'attentat nucléaire, et l'aperçoit en train d'activer la bombe. XIII la tue et désactive la bombe. Le scrutin donne la victoire à Walter Sheridan, le frère de Sally Sheridan, la présidente assassinée, qui est désormais président des États-Unis. Alors que XIII tente d'arrêter Calvin Wax, ce dernier se tire une balle sur sa clavicule gauche à l'endroit exact du numéro tatoué. Lors de l'autopsie, on découvre que Calvin Wax était en réalité le Numéro II. Après avoir appris que ses effets personnels étaient des faux, et entendant à la télé la phrase que le chef des conspirateur lui avait dit avant d'ordonner son exécution, XIII a brutalement un flash-back qui lui révèle l'identité réelle de Numéro I: le nouveau Président des États-Unis, Wally Sheridan.

### Le Complot
Une organisation paramilitaire fasciste basée aux États-Unis s'est formée. Ses membres, commanditant leur objectifs, sont au sommet des échelons de l'élite américaine. En prétendant que l'Amérique est faible, ils sont voués à une cause : rendre l’Amérique plus forte que jamais.
À partir d'un attentat en Irak, une unité américaine dirigée par Steve Rowland a localisé des terroristes dans un village nommé Haditha. Mais en arrivant sur place, l'unité a rencontré des membres de l'organisation qui ont réussi à tous les recruter en les manipulant. Ces recruteurs ont organisé un faux crime, pour le compte de Steve Rowland et son unité, afin de les renvoyer de l'armée.
C'est à partir de là que Steve, ayant eu le numéro XIII, et le colonel Mac Call, qui a reçu le numéro XI, ont eu leur rôle dans cette conspiration : Mac Call devait superviser plusieurs groupes paramilitaires sur le sol américain. Steve Rowland, en contact avec un tueur dont le nom de code est « La Mangouste » et qui porte le numéro XII, devait pour la cause tuer quelqu'un, mais a éveillé les soupçons de sa femme, Kim. Steve s'est confié à elle et voulait la faire rentrer dans l'organisation qui l'a reconnue comme l'une des leurs. Il s’avère que Kim Rowland est la fille du Général Benjamin Carrington, sous-directeur de la NSA et chef suprême de l'État-Major.
Le Jour du Soleil Noir, Steve Rowland tue la présidente Sally Sheridan. Parce qu'il ne voulait pas se sacrifier pour la cause à laquelle Steve a été recruté, un conspirateur agent de sécurité d'un parking, aidé de la Mangouste, essayent de le tuer et blessent mortellement Steve. En voulant revoir sa femme, Steve Rowland meurt de ses blessures.
À la suite de la mort de la présidente, le Vice-Président Joseph Galbrain devient Président en attendant les prochaines élections. Mais les groupes paramilitaires formés par McCall lancent la seconde phase du complot et déclenchent plusieurs attentats, comme l'attentat au gaz Sarin dans le métro de Chicago, ou celui à la bombe à l'aéroport MacNarran. Pour les futures élections, le Sénateur Wally Sheridan, frère de la défunte présidente Sally Sheridan, prend l'occasion de se lancer dans la campagne électorale afin d'avoir la possibilité de rendre les États-Unis plus libres et forts.
En donnant le pouvoir au Vice-président, les conspirateurs donnent la possibilité à Calvin Wax de tirer les ficelles en influençant Galbrain, puisqu'il est devenu son conseiller le plus proche. Cela permet à l'organisation de lancer une frappe nucléaire qui coïncide avec les élections, pour déstabiliser tout le gouvernement, en s'assurant que Galbrain ne pourrait avoir aucune chance de se faire réélire. En utilisant cette frappe, l'organisation aurait gagné en instaurant un régime totalitaire fasciste.

### L'histoire de XIII dans la série
Converti à la cause des conspirateurs, le Capitaine Steve Rowland est baptisé XIII par ses recruteurs. Mais après avoir exécuté la mission qu'on lui a confiée, XIII se fait tirer dessus et décédera plus tard de ses blessures dans les bras de sa femme Kim Rowland. Son père, le Général Carrington, avec le Major Lauren Jones comprendront que les membres de cette conspiration sont persuadés que XIII est toujours en vie et en cavale. Le Général utilise cette situation délicate en recrutant un agent qui doit se faire passer pour Steve Rowland afin d'identifier les membres de cette conspiration et démanteler tous leurs réseaux. En prenant sa mission au sérieux, l'agent a endossé le rôle de Steve Rowland aux yeux du Général Carrington et de Jones et est devenu officiellement XIII.
XIII prend contact avec la Mangouste et exige de l'argent tant comme payement pour l'assassinat que pour garder le silence. Sur les quais, où il avait rendez-vous pour l'argent qu'il devait recevoir avec en cachette, le Major Jones et des groupes d'interventions qui ont tendu un piège, mais la Mangouste réussit à s'enfuir avec XIII; ce dernier se fait par la suite interroger brutalement par les principaux chefs de la conspiration ainsi que la Mangouste. Par ordre de Wax, la Mangouste doit tuer XIII et jeter son corps depuis un avion, mais XIII se réveille et saute blessé de l'avion en parachute, les blessures causées par la Mangouste lui-même vont causer de graves pertes de mémoire à XIII, qui ne saura plus qui il est ni ce qu'il devait faire.
Les conspirateurs découvrent que XIII est toujours en vie et veulent savoir à qui il a parlé, puisqu'ils croient que c'est toujours Steve Rowland (alors que ce dernier est mort le jour de l'assassinat de la présidente), avant de le tuer. Mais XIII survit grâce à son instinct de combattant. Son nouveau comportement ne va pas inspirer confiance au Général Carrington qui va l'attacher et lui raconter qu'il n'est pas Steve Rowland mais un ancien commando d'élite engagé par lui pour démasquer les conspirateurs. Après l'assassinat de Kim Rowland par la Mangouste qui visait XIII, ce dernier se fait arrêter par le Colonel Amos, qui enquête sur le meurtre de l'ancienne présidente; mais avec l'aide du Major Jones, XIII arrive à s'enfuir.
C'est plus tard, en faisant une crise d'identité que le Général Carrington va avouer ce qu'il sait vraiment de lui, qu'il est membre de l'agence de contre-espionnage et qu'il s’appelle Ross Tanner. Le général a même expliqué que ses recruteurs lui avaient donné les affaires personnelles de Steve Rowland pour donner le change, et la véritable raison pour laquelle Ross Tanner s'était engagé était de venger la mort de sa femme et de sa fille lors de l'attentat au gaz sarin dans le métro de Chicago. Tanner trouve également des photos de lui avec sa femme et sa fille, il envoie toutes les photos analysées par une amie photographe, Sam.
Il déjoue l'attaque nucléaire des conspirateurs le jour du scrutin. Cela n’empêche pas l'élection de Wally Sheridan comme Président des États-Unis. En voulant arrêter Calvin Wax, XIII découvre par lui que ces bombes et l'assassinat n'étaient que les préambules à un nouvel ordre mondial, avant de se suicider en tirant avec son pistolet sur son numéro du groupe.
Croyant que la menace est finie, Ross Tanner part avec le Major Jones à Tokyo afin de refaire une chirurgie de son visage. Néanmoins son amie Sam l'appelle pour les photos et explique clairement que cette femme et cette enfant n'ont jamais rencontré cet homme, que les photos sont fausses ainsi que son nom Ross Tanner, ce qui laisse vraiment planer le doute sur la véritable identité de notre homme. Avec le discours du nouveau président américain à la télévision, notre homme retrouve une partie de sa mémoire.
Wally Sheridan est le Numéro I d'une organisation fasciste paramilitaire qu'il a créée, avec ses membres: Calvin Wax, le conseiller de Galbrain, qui lui seul pouvait dans son administration tirer les ficelles et contrôler la Maison Blanche; ainsi que le secrétaire à la défense Ellery Shipellay et le président directeur général de Standard Electronic, Jasper Wintrow, et plus encore. En tant que chef de cette conspiration, Wally Sheridan a commandité le meurtre de sa sœur, afin de mettre non seulement Galbrain au pouvoir et le contrôler via Calvin Wax, mais aussi pour pouvoir prendre sa place lors des élections en utilisant la peur des Américains, et avec la bombe instaurer un nouveau régime totalitaire.
XIII décide de repartir.

## Distribution
- Stephen Dorff (VF : Boris Rehlinger) : XIII
- Val Kilmer (VF : Philippe Vincent) : La Mangouste
- Ted Atherton (VF : Pierre-François Pistorio) : Sénateur, puis Président des États-Unis Wally Sheridan
- Mimi Kuzyk (VF : Clara Borras) : Présidente des États-Unis Sally Sheridan
- Jessalyn Gilsig (VF : Rafaèle Moutier) : Kim Rowland
- Stephen McHattie (VF : Patrick Osmond) : Général Ben Carrington
- Lucinda Davis (en) (VF : Fily Keita) : Major Jones
- Greg Bryk (VF : Sébastien Desjours) : Colonel Samuel Amos
- Jonathan Higgins (VF : Éric Aubrahn) : Calvin Wax, chef de cabinet de la Maison Blanche
- John Bourgeois (VF : Pierre Dourlens) : Président des États-Unis Joseph K. Galbrain
- Scott Wickware : Colonel Mac Call
- Andrew Jackson (VF : Bernard Bollet) : Roger Deakins
- Caterina Murino (VF : elle-même) : Sam
- Jacqueline Pillon : Numéro XX
- Julian Richings (VF : Vincent Violette) : Cody
- Barbara Gordon (VF : Annie Balestra) : Martha Miller
- Cedric Smith : Abraham Miller
- Peter James Haworth : Jasper Wintrow, PDG de Standard Electronics
- Nigel Shawn Williams : Ellery Shipley, Secrétaire à la Défense

- Version française
Société de doublage : Franc-Jeu[1]
Direction artistique : Georges Caudron[1]
Adaptation des dialogues : Valérie Denis et Philippe Lebeau[1]
Mixage : Joseph Catricala[1]

Sources V. F. : Doublage Séries Database

## Fiche technique
- Réalisation : Duane Clark
- Scénario : Philippe Lyon et David Wolkove, d'après l'œuvre de Jean Van Hamme et William Vance
- Production : Jay Firestone et Ken Gord
- Photographie : David Greene
- Musique : Nicolas Errera
- Langue originale : anglais

## Commentaires
Plusieurs acteurs avaient été pressentis pour le rôle de XIII : Val Kilmer (jugé trop âgé pour le rôle, il obtient finalement celui de La Mangouste), Olivier Martinez (mais son accent français est jugé trop prononcé), Hayden Christensen ou encore Goran Višnjić.
Le scénariste de la bande dessinée, Jean Van Hamme, a été assez surpris par le résultat fini de la série qui ne suit finalement que très peu le scénario initial (surtout dans la deuxième partie).
Pourtant, la série a reçu le prix de la Meilleure adaptation littéraire de télévision au 9e Forum international Cinéma & littérature de Monaco (mars 2010).